# 克勒兹河畔阿让通
克勒兹河畔阿让通（法語：Argenton-sur-Creuse，發音：[aʁʒɑ̃tɔ̃ syʁ kʁøz] ⓘ；简称阿让通），法国中部城市，中央-卢瓦尔河谷大区安德尔省的一个市镇，隶属于沙托鲁区，其市镇面积为29.3平方公里，2022年1月1日时人口数量为4,817人，在法国市镇中排名第2,212位。
克勒兹河畔阿让通位于安德尔省南部，克勒兹河两岸，历史悠久，高卢时期为阿根托马古斯，历史上长期为重要的交通驿站，现代为一个区域性的中心城市，法国A20高速公路及奥尔良－蒙托邦铁路均在此跨越克勒兹河。

## 地名来源

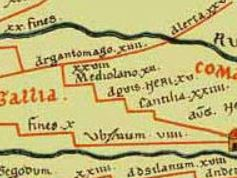
波伊廷格地图上标记的阿根托马古斯

“阿让通”一名来源于其高卢时期的城镇“阿根托马古斯”，该名称来源于高卢语单词“argantos”和“magos”，分别意为“钱币”与“集市”，和现代法语的和同源。“克勒兹河畔”这一后缀则添加于1958年10月。

## 历史
克勒兹河畔阿让通历史悠久，高卢时期为比蒂里日库布人的活动范围，后者在此建立阿根托马古斯，城址位于今圣马塞尔的市镇范围内。中世纪时，阿让通长期为镇守克勒兹河谷的重要关塞，11世纪时曾出现一处铸币厂。16世纪时，贝里女伯爵玛格丽特在此建立布尔日大学的分支。法国大革命后，布尔日大学被取消，阿让通成为安德尔省的一个市镇，并在1790至1795年间成为一个地区行署。工业革命期间，奥尔良－蒙托邦铁路和多条地方铁路在此交汇。二战时期被纳粹德军占领，后者于1944年6月9日在此发起大屠杀，造成67人遇难。二战后，连接阿让通的法国国道N20线被逐渐改成A20高速公路。1985年8月31日，克勒兹河畔阿让通发生严重的列车脱轨事故，造成43人遇难。

## 地理

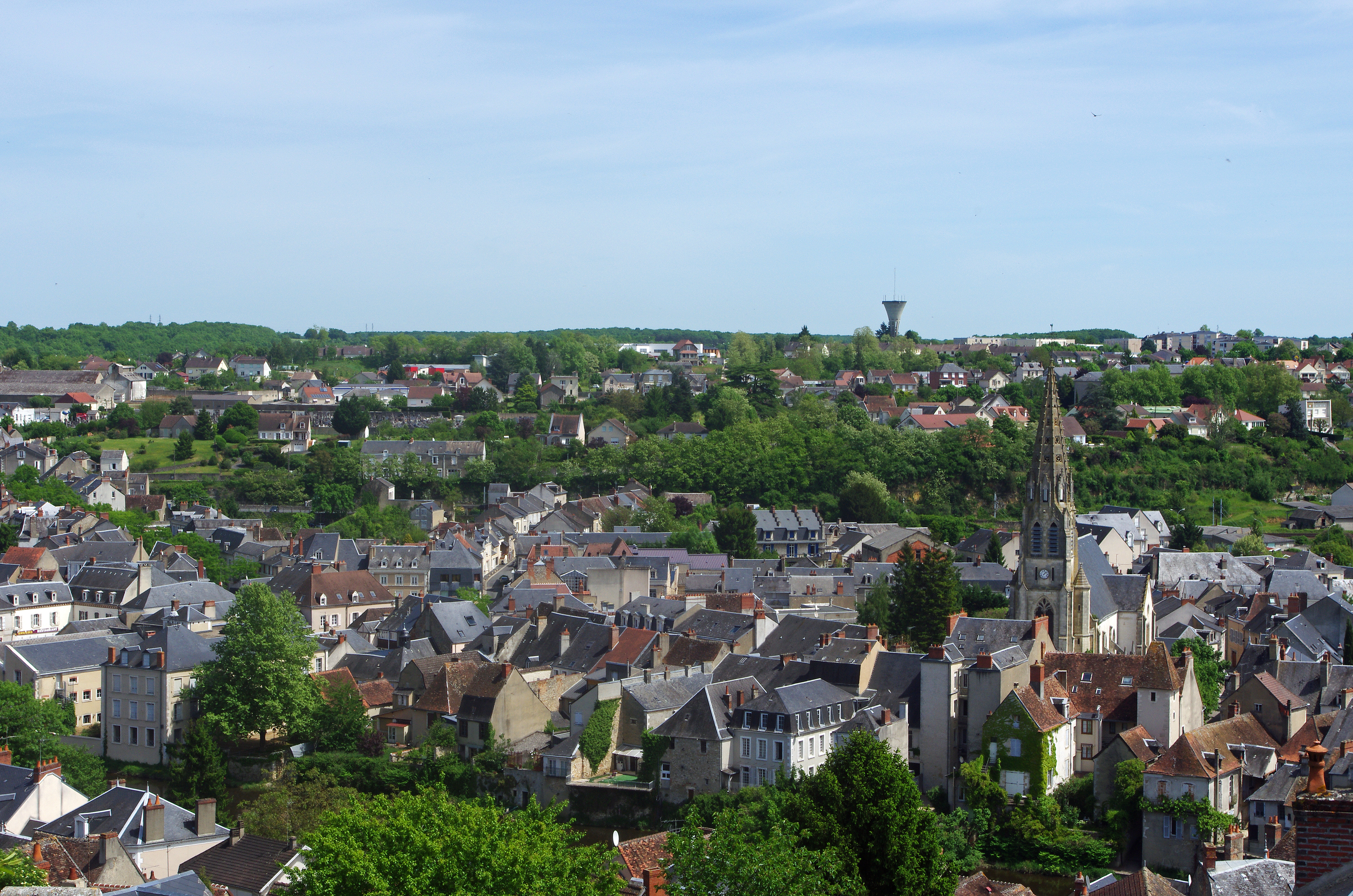
鸟瞰克勒兹河畔阿让通

克勒兹河畔阿让通位于法国中部，中央-卢瓦尔河谷大区南部和安德尔省南部，距离省会沙托鲁大约30公里。与克勒兹河畔阿让通接壤的市镇包括：索尔蒙、瑟隆、勒佩什罗、圣马塞尔、特奈、维古。

### 地形
克勒兹河畔阿让通位于法国中央高原与贝里平原的过渡地带，境内以丘陵为主，市区位于一处河谷之中，总体地势起伏较小，全境海拔在99到234米之间。

### 水文
克勒兹河自东南向西北流经境内，其阿让通段的平均宽度约40米，属于卢瓦尔河水系。

### 植被
克勒兹河畔阿让通属于温带落叶林区，林地广泛分布于河流两岸以及西侧的一些坡地上。

### 气候
克勒兹河畔阿让通在柯本气候分类法中属于温带海洋性气候。
距离克勒兹河畔阿让通最近的气象站位于唐迪境内，以下为该气象站的数据（其中日照数据取自沙托鲁）：
| 克勒兹河畔阿让通1981年－2019年 | 克勒兹河畔阿让通1981年－2019年 | 克勒兹河畔阿让通1981年－2019年 | 克勒兹河畔阿让通1981年－2019年 | 克勒兹河畔阿让通1981年－2019年 | 克勒兹河畔阿让通1981年－2019年 | 克勒兹河畔阿让通1981年－2019年 | 克勒兹河畔阿让通1981年－2019年 | 克勒兹河畔阿让通1981年－2019年 | 克勒兹河畔阿让通1981年－2019年 | 克勒兹河畔阿让通1981年－2019年 | 克勒兹河畔阿让通1981年－2019年 | 克勒兹河畔阿让通1981年－2019年 | 克勒兹河畔阿让通1981年－2019年 |
| 月份                           | 1月                            | 2月                            | 3月                            | 4月                            | 5月                            | 6月                            | 7月                            | 8月                            | 9月                            | 10月                           | 11月                           | 12月                           | 全年                           |
| ------------------------------ | ------------------------------ | ------------------------------ | ------------------------------ | ------------------------------ | ------------------------------ | ------------------------------ | ------------------------------ | ------------------------------ | ------------------------------ | ------------------------------ | ------------------------------ | ------------------------------ | ------------------------------ |
| 历史最高温 °C（°F）            | 18.9 (66.0)                    | 22.3 (72.1)                    | 25.1 (77.2)                    | 30.7 (87.3)                    | 32.3 (90.1)                    | 37.9 (100.2)                   | 39.4 (102.9)                   | 40.8 (105.4)                   | 35.1 (95.2)                    | 29.5 (85.1)                    | 25.6 (78.1)                    | 19.6 (67.3)                    | 40.8 (105.4)                   |
| 平均高温 °C（°F）              | 7.8 (46.0)                     | 9.2 (48.6)                     | 12.7 (54.9)                    | 15.5 (59.9)                    | 19.9 (67.8)                    | 23.6 (74.5)                    | 25.7 (78.3)                    | 25.8 (78.4)                    | 21.4 (70.5)                    | 17 (63)                        | 11.1 (52.0)                    | 7.7 (45.9)                     | 16.5 (61.7)                    |
| 日均气温 °C（°F）              | 4.8 (40.6)                     | 5.4 (41.7)                     | 7.9 (46.2)                     | 10.2 (50.4)                    | 14.3 (57.7)                    | 17.8 (64.0)                    | 19.7 (67.5)                    | 19.7 (67.5)                    | 15.8 (60.4)                    | 12.6 (54.7)                    | 7.6 (45.7)                     | 4.9 (40.8)                     | 11.7 (53.1)                    |
| 平均低温 °C（°F）              | 1.7 (35.1)                     | 1.6 (34.9)                     | 3.1 (37.6)                     | 4.9 (40.8)                     | 8.7 (47.7)                     | 11.9 (53.4)                    | 13.7 (56.7)                    | 13.6 (56.5)                    | 10.1 (50.2)                    | 8.2 (46.8)                     | 4.2 (39.6)                     | 2 (36)                         | 7 (45)                         |
| 历史最低温 °C（°F）            | −11.6 (11.1)                   | −17.9 (−0.2)                   | −10.9 (12.4)                   | −3.6 (25.5)                    | −0.8 (30.6)                    | 3.2 (37.8)                     | 5.9 (42.6)                     | 3.9 (39.0)                     | 1.1 (34.0)                     | −7 (19)                        | −9.4 (15.1)                    | −11.1 (12.0)                   | −17.9 (−0.2)                   |
| 平均降水量 mm（）              | 66.1 (2.60)                    | 51.9 (2.04)                    | 54.6 (2.15)                    | 73.6 (2.90)                    | 79.8 (3.14)                    | 61.2 (2.41)                    | 59.6 (2.35)                    | 79.4 (3.13)                    | 75 (3.0)                       | 79.2 (3.12)                    | 74.7 (2.94)                    | 73.6 (2.90)                    | 828.7 (32.63)                  |
| 月均日照時數                   | 72.1                           | 91.9                           | 155.6                          | 178.5                          | 208.6                          | 210.4                          | 231.7                          | 235.5                          | 189.5                          | 128.3                          | 79.6                           | 59                             | 1,840.7                        |
| 来源：infoclimat.fr            |                                |                                |                                |                                |                                |                                |                                |                                |                                |                                |                                |                                |                                |

## 行政区划
克勒兹河畔阿让通是法国中央-卢瓦尔河谷大区安德尔省的一个市镇，编号为36006。克勒兹河畔阿让通隶属于沙托鲁区，管理克勒兹河畔阿让通县，同时也是埃居宗-阿让通-克勒兹河谷市镇公共社区的办公驻地。
法国国家统计与经济研究所（简称）在进行数据统计时，将克勒兹河畔阿让通及相邻的另外6个市镇设为克勒兹河畔阿让通辐射区。同时，还将克勒兹河畔阿让通市镇整体看作一个“块区”（IRIS）。

## 交通

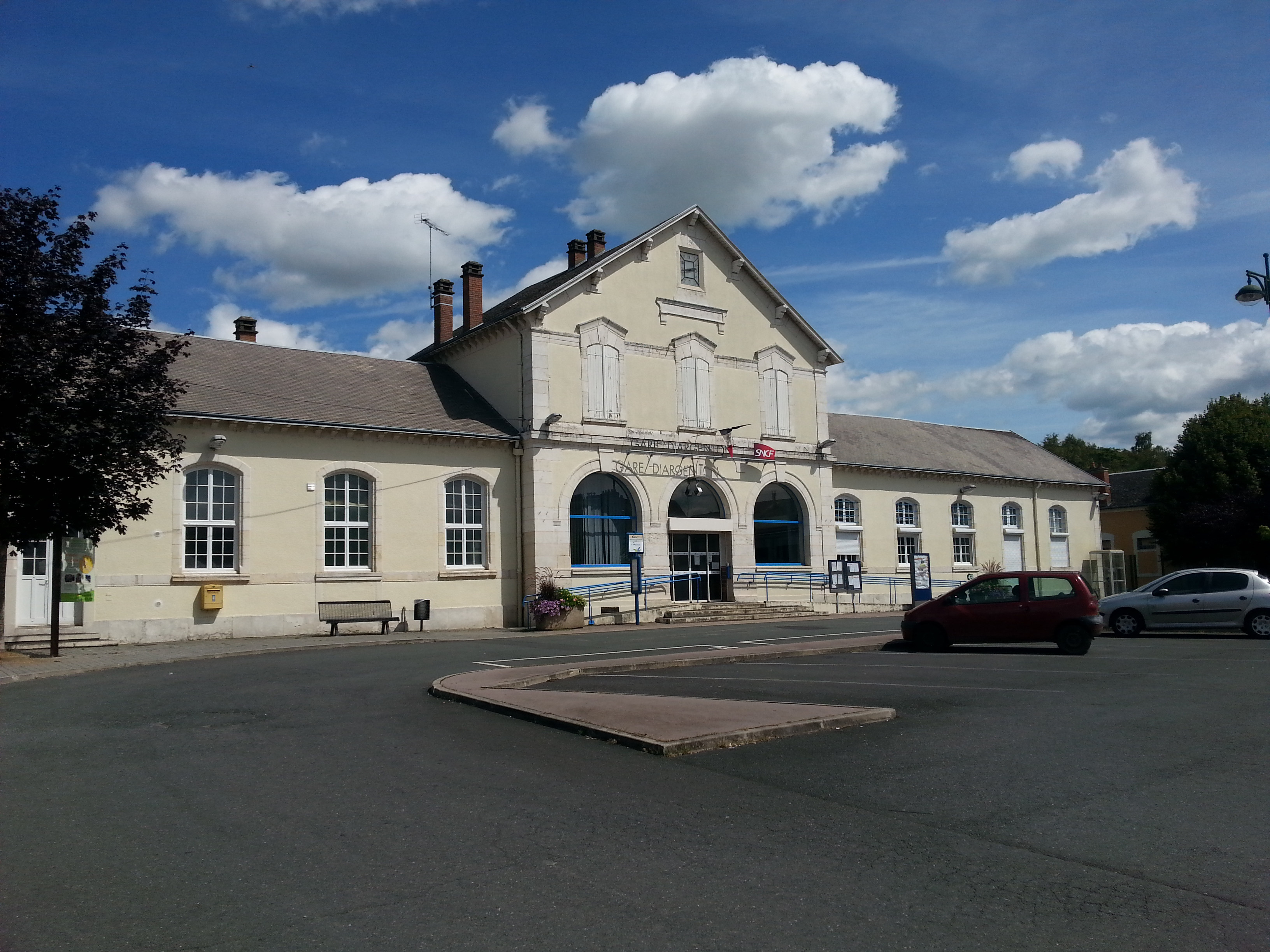
克勒兹河畔阿让通火车站

### 公路
A20高速公路从克勒兹河畔阿让通西侧经过，通过2个出入口与市区连接，此外多条安德尔省省道在克勒兹河畔阿让通境内交汇，中央-卢瓦尔河谷大区下属的城际客运提供巴士线路，可前往省会沙托鲁。
2017年，60.6%的克勒兹河畔阿让通家庭拥有至少一辆的私人汽车。2018年，克勒兹河畔阿让通境内共发生各类交通事故1起，造成1人受伤。

### 铁路
克勒兹河畔阿让通位于奥尔良－蒙托邦铁路上。克勒兹河畔阿让通站位于市区南部，停靠往返于巴黎和布里夫之间的城际列车以及往返于奥尔良和利摩日一线的区域列车。

### 航空
距离克勒兹河畔阿让通最近的民用航空站为利摩日机场，距离克勒兹河畔阿让通市中心的公路里程约100公里。

### 城市公共交通
克勒兹河畔阿让通暂无城市公共交通系统。

## 政治

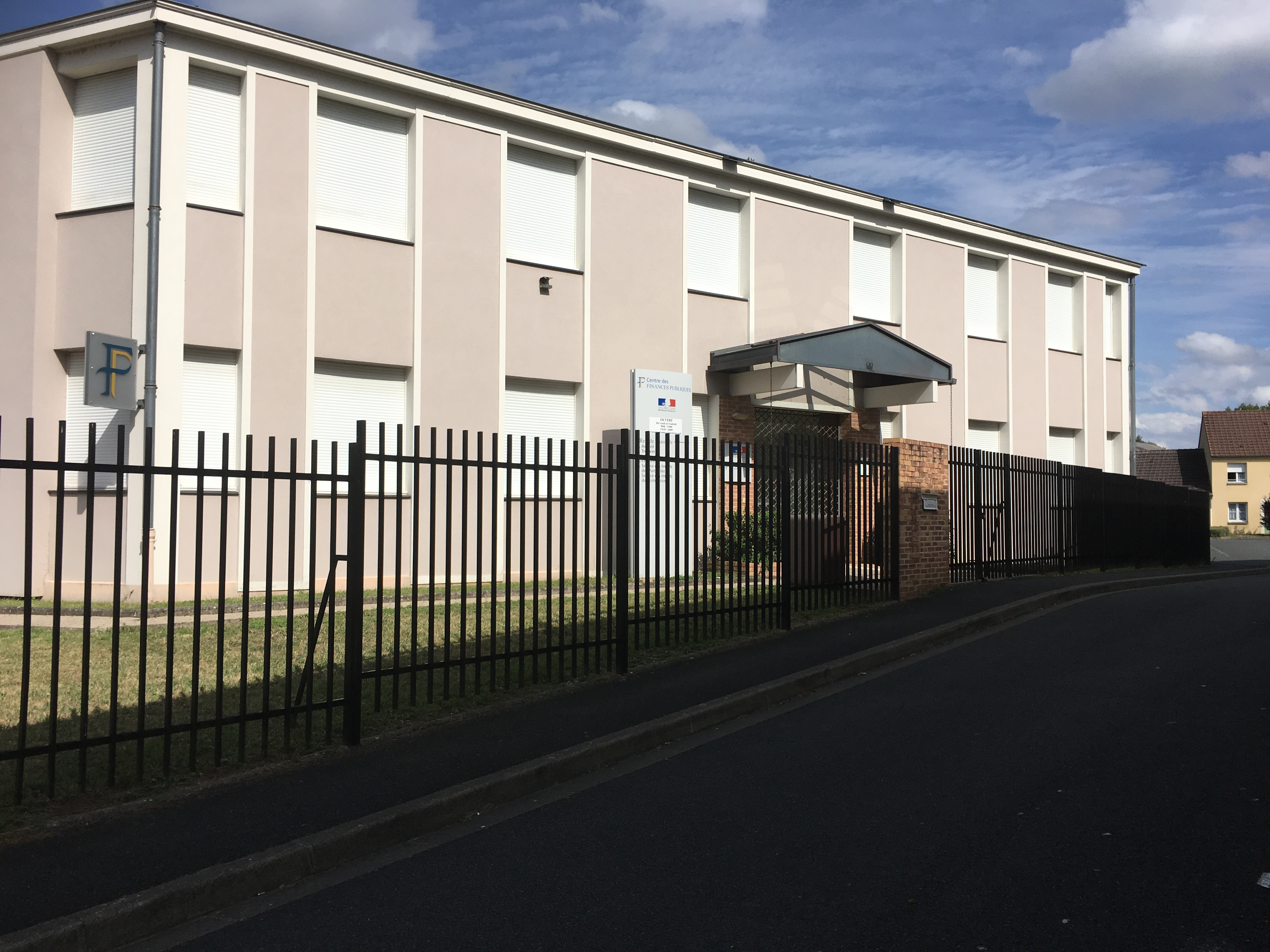
克勒兹河畔阿让通财政厅

克勒兹河畔阿让通的现任市长为樊尚·米扬先生（Vincent Millan），他是社会党的一名成员，在2020年的市政选举中获得了57.75%的支持率。
在2017年的法国总统大选中，法国第25任总统埃马纽埃尔·马克龙在克勒兹河畔阿让通获得了68.36%的支持率。
| 克勒兹河畔阿让通历届市长 |                   |                 |
| 任期                     | 市长              | 党派            |
| 1944年－1945年           | 阿尔芒·库洛       | 不详            |
| 1945年－1947年           | 勒内·费朗         | RAD激进党       |
| 1947年－1959年           | 约瑟夫·迪皮       | 不详            |
| 1959年－1983年           | 让·弗拉帕         | RAD激进党       |
| 1983年－1995年           | 安德烈·阿德弗尼耶 | UDF法国民主联盟 |
| 1995年－2001年           | 米歇尔·萨潘       | PS社会党        |
| 2001年－2002年           | 米歇尔·基内       | PS社会党        |
| 2002年－2004年           | 米歇尔·萨潘       | PS社会党        |
| 2004年－2007年           | 米歇尔·基内       | PS社会党        |
| 2007年－2012年           | 米歇尔·萨潘       | PS社会党        |
| 2012年－2014年           | 米歇尔·基内       | PS社会党        |
| 2014年－                 | 樊尚·米扬         | PS社会党        |

## 人口
2017年，克勒兹河畔阿让通市镇人口数量为4,927，在法国排名第2,212位。其中男性2,270人，女性2,657人，75岁及以上人口占14.3%，外籍人口数量为1,124人，人口密度为168人/平方公里，当地居民被称为（男性）或（女性）。2018年，克勒兹河畔阿让通境内出生26人，死亡人口92人。
| 年份   | 1936  | 1946  | 1954  | 1962  | 1968  | 1975  | 1982  | 1990  | 1999  | 2006  | 2007  | 2012  | 2017  |
| ------ | ----- | ----- | ----- | ----- | ----- | ----- | ----- | ----- | ----- | ----- | ----- | ----- | ----- |
| 人口數 | 5,710 | 6,111 | 6,109 | 6,344 | 6,400 | 6,424 | 5,848 | 5,193 | 5,146 | 5,185 | 5,180 | 5,021 | 4,927 |

## 经济
克勒兹河畔阿让通是一个区域性的中心城市，当地共有各类用人单位702家，平均历史为19年，其中99.77%为中小型企业（PME）。吉耶梅与其子（A. Guillemet Et Fils，交通运输）、加罗建筑（Etablissements Gallaud，建筑）及朗济工业集团（Soc Industrielle Lenzi，电气）是当地2019年营业额最高的三个企业，分别为9,747,482欧元、7,488,215欧元和5,852,189欧元。

## 财政收入
2018年，克勒兹河畔阿让通的财政收入总额为5,785,440欧元，财政支出总额为5,142,250欧元，当年的债务总额为6,683,910欧元。
2015年，克勒兹河畔阿让通的人均收入总额为2,506欧元，其中高职人员为3,872欧元，普通职员为1,817欧元。
2017年，克勒兹河畔阿让通境内的青壮年（15至64岁）失业率为16.5%，当地45.6%的家庭拥有纳税资格。

## 社会事务

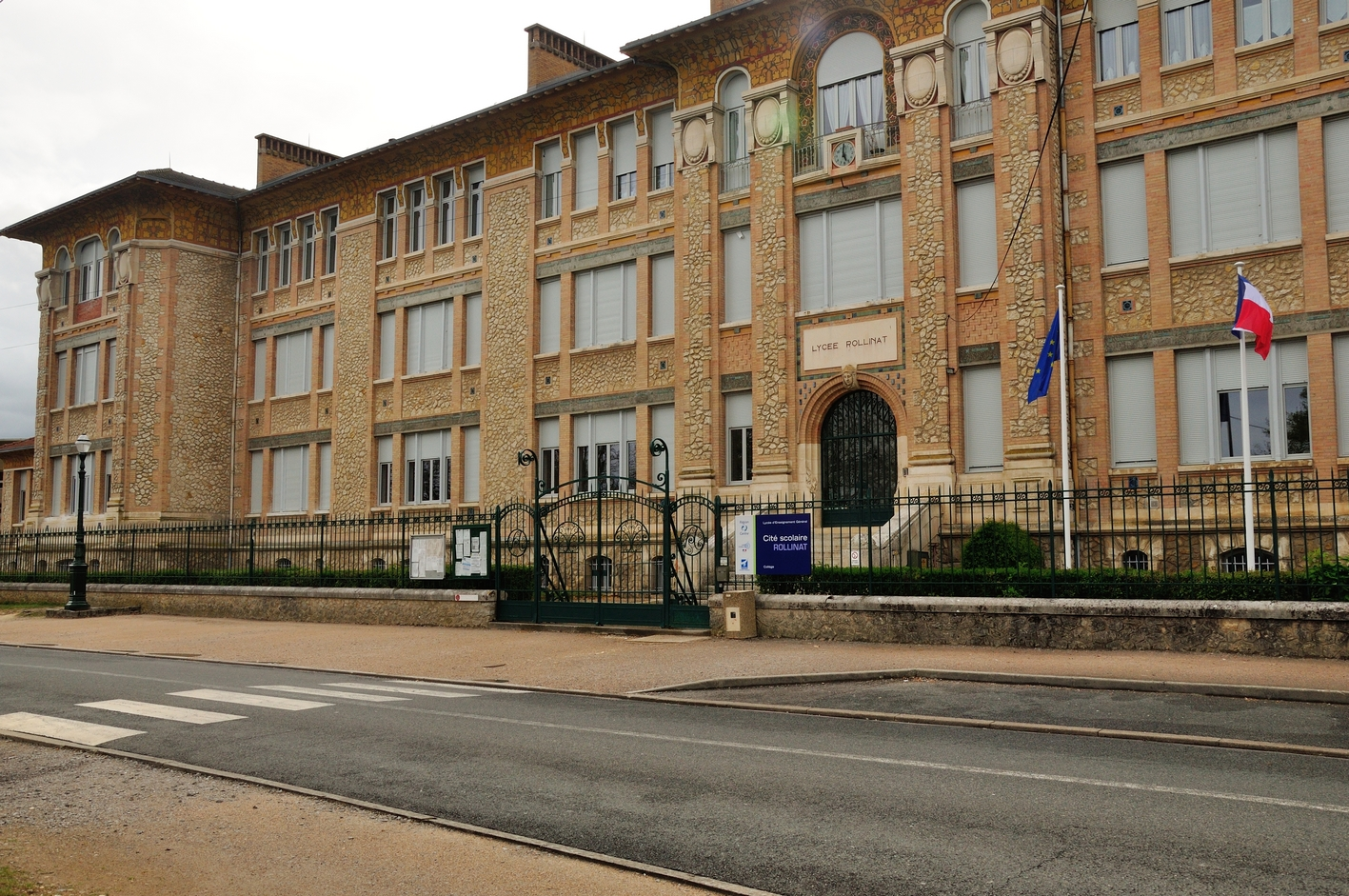
罗利纳高级中学

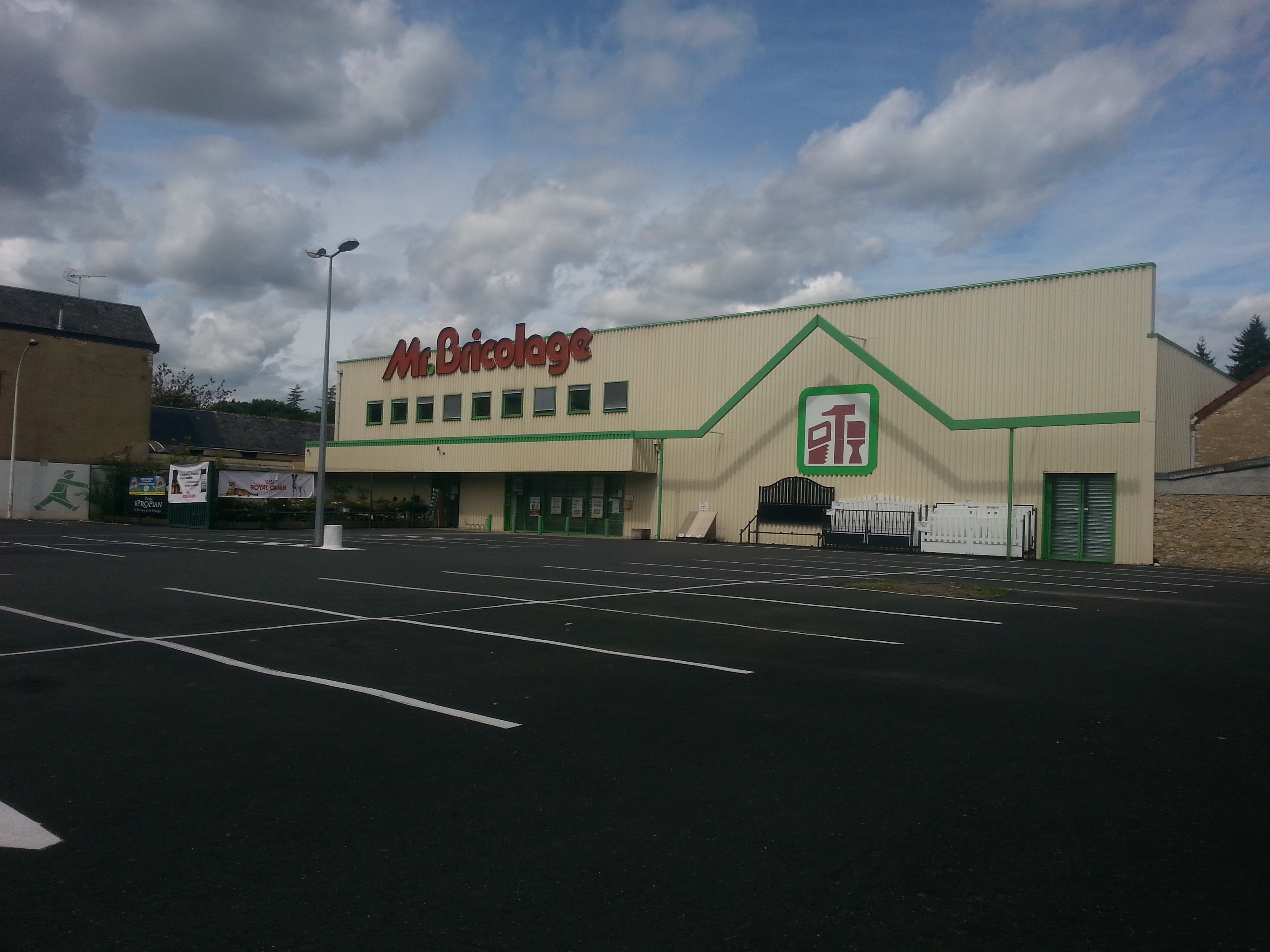
克勒兹河畔阿让通的一处装饰材料市场

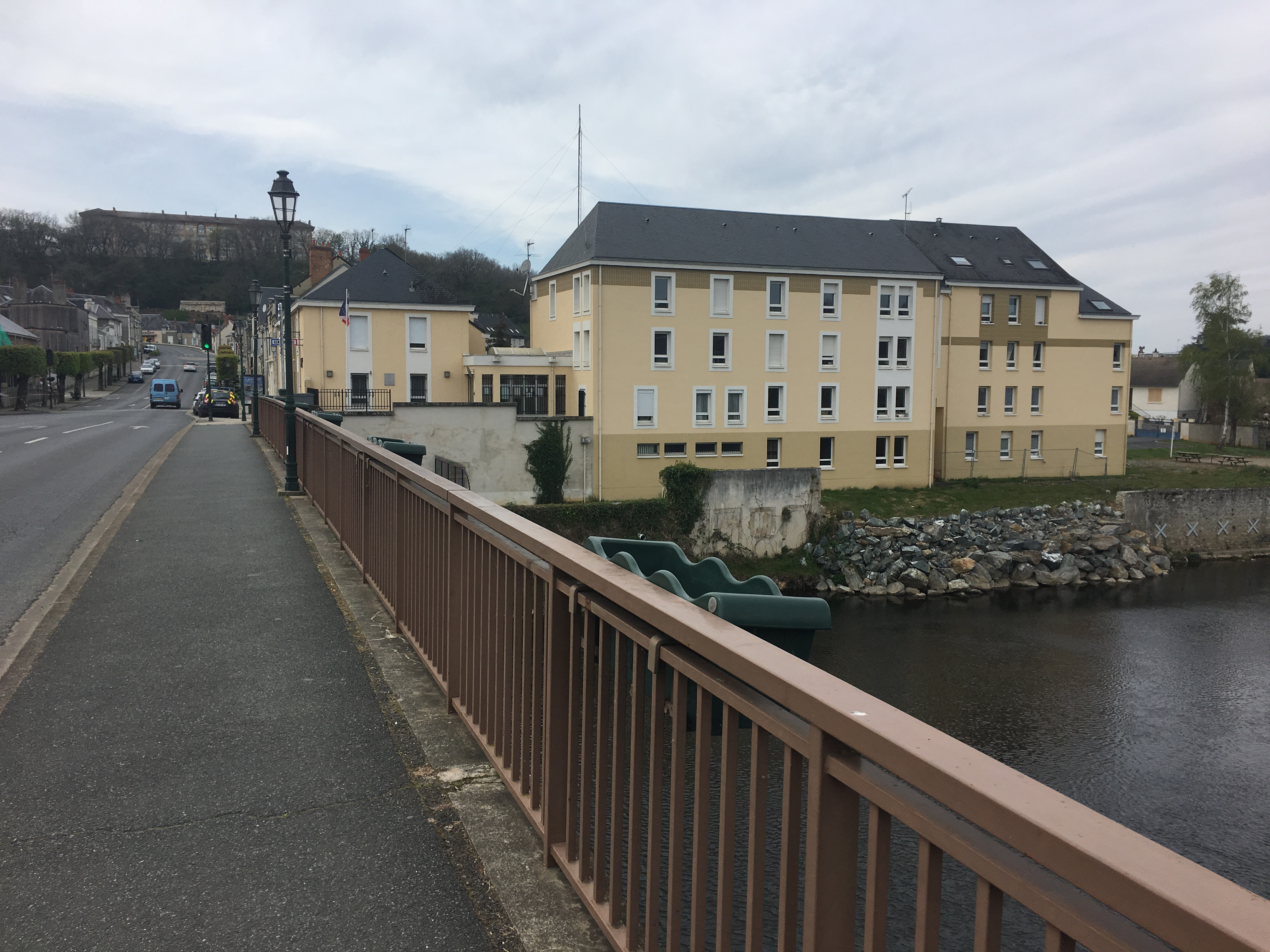
国家宪兵队

### 教育
克勒兹河畔阿让通属于奥尔良-图尔学区。截止2019年1月1日，克勒兹河畔阿让通境内共有2所幼儿园、2所小学、1所初级中学、1所普通高中和1所职业高中。2018至2019学年度，克勒兹河畔阿让通境内共有在校中等教育阶段学生877名。

### 医疗
截止2019年1月1日，克勒兹河畔阿让通境内共有全科医生8名、保健师4名、牙医6名、护士16名、皮肤科医生1名、助产士1名和儿科医生1名。境内共有药房3家和养老院1家。
克勒兹河畔阿让通为“沙托鲁中心医院”（Centre Hospitalier de Châteauroux）的服务范围，后者是法国的一个区域性医疗机构，其主病区位于沙托鲁市区，距离阿让通市区约29公里，是当地规模最大的公立综合性医院。

### 住房
2017年，克勒兹河畔阿让通境内共有各类住房3,321套，其中70.9%为独立式居民区，29%为集中式居民区。常住房屋占克勒兹河畔阿让通市镇范围内居民建筑总量的90.1%。

### 商业
2018年，克勒兹河畔阿让通境内共有各类实体商铺162家，其中餐厅17家、大型超市3家、杂货店1家、面包房6家、肉铺5家、书店2家、装饰品店1家、银行门店7家、美容美发店10家、汽车维修店15家。市区北部的圣马塞尔境内建有大型开放式商业街区。

### 体育
2019年，克勒兹河畔阿让通境内共有1家游泳池、3间体育馆、2座综合体育场、7处网球场、3处马术场、4处足球或橄榄球场以及3处篮球或排球场。
克勒兹河畔阿让通共有两家注册足球俱乐部：阿让通-勒佩什罗体育联盟（U.S. Argenton - Le Pêchereau），2020至2021赛季参加中央-卢瓦尔河谷大区足球联赛；唐迪体育联盟（A.S. Tendu），2020至2021赛季参加安德尔省足球联赛。

### 环境
克勒兹河畔阿让通的环境事务由其所属的公共社区负责。2018年，克勒兹河畔阿让通境内共有1家污染企业。

### 治安
2018年，克勒兹河畔阿让通市镇范围内有2处国家宪兵队，一处位于市中心，一处位于市区南部的高速公路出入口附近。
2014年，克勒兹河畔阿让通及附近地区共发生各类案件1,285起，其中盗窃类案件713起，经济类案件159起，毒品交易类案件76起。

## 文化
2019年，克勒兹河畔阿让通境内共有1家电影院和1家博物馆。克勒兹河畔阿让通市政府提供多媒体中心，向公众全年开放。

### 建筑
克勒兹河畔阿让通境内有多处法国国家文物保护单位，其中圣索沃尔教堂、恩妇小教堂等为当地的代表性建筑物。

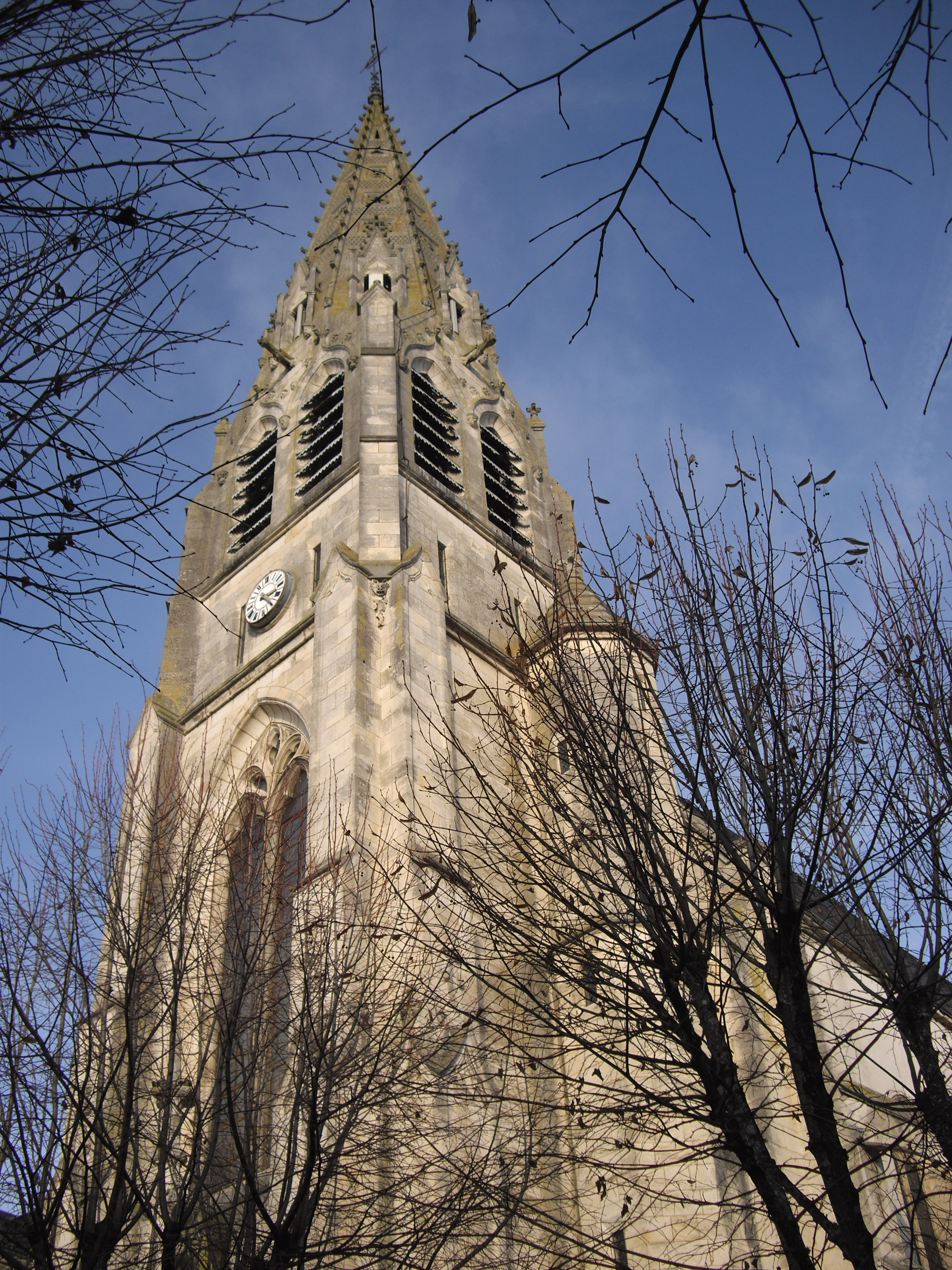
圣索沃尔教堂（法语：Église Saint-Sauveur d'Argenton-sur-Creuse）
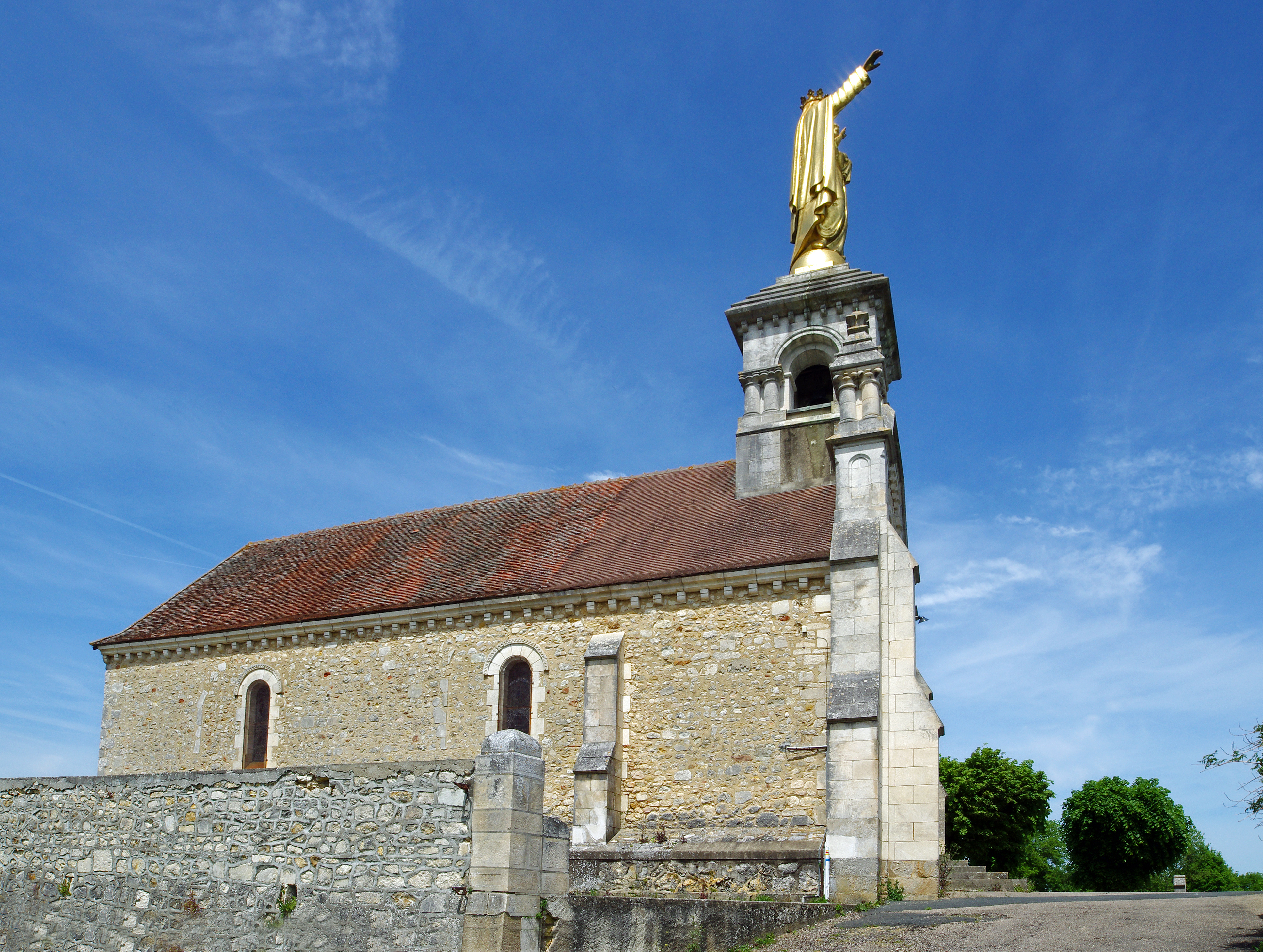
恩妇小教堂（法语：Chapelle de la Bonne-Dame d'Argenton-sur-Creuse）
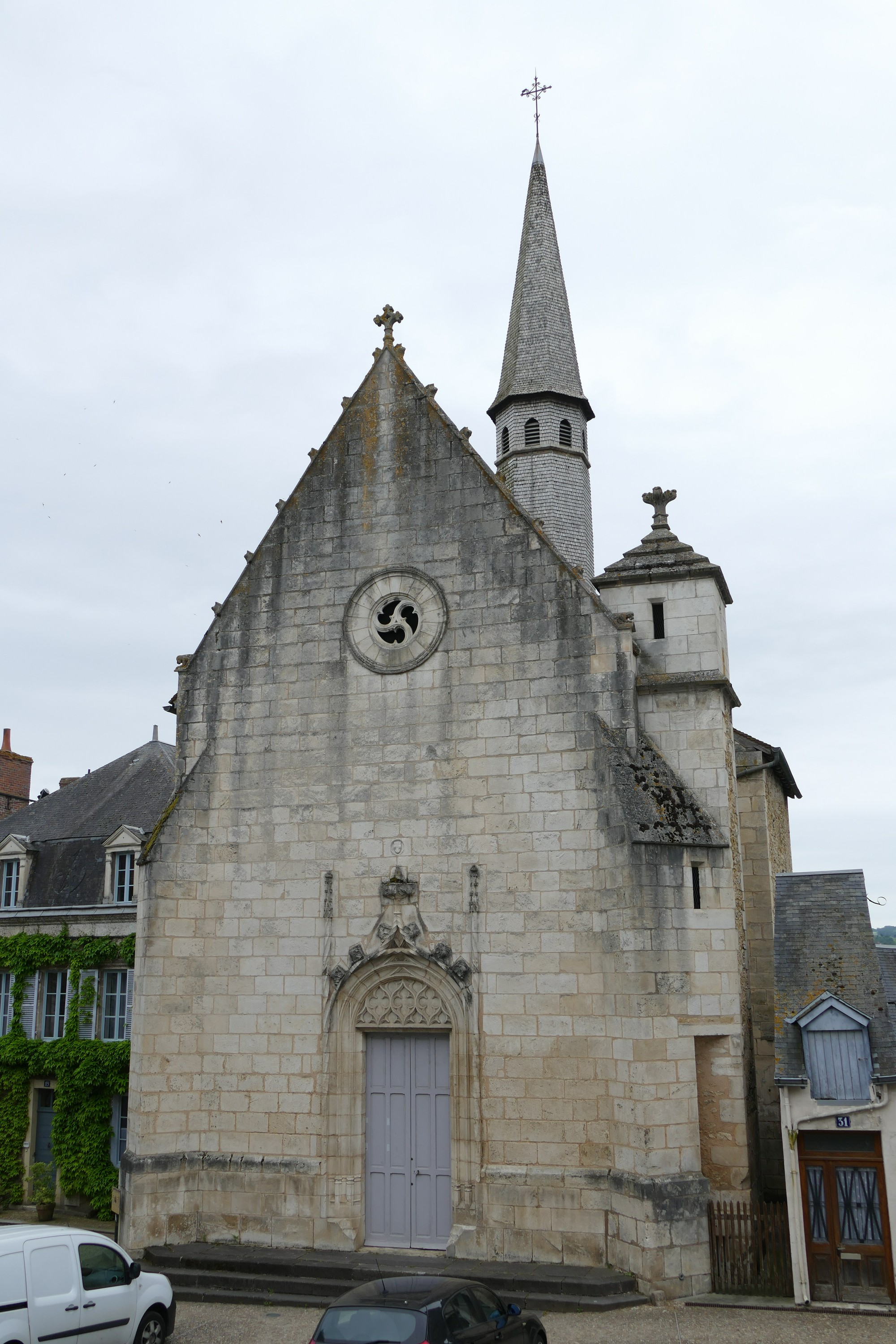
圣伯努瓦小教堂
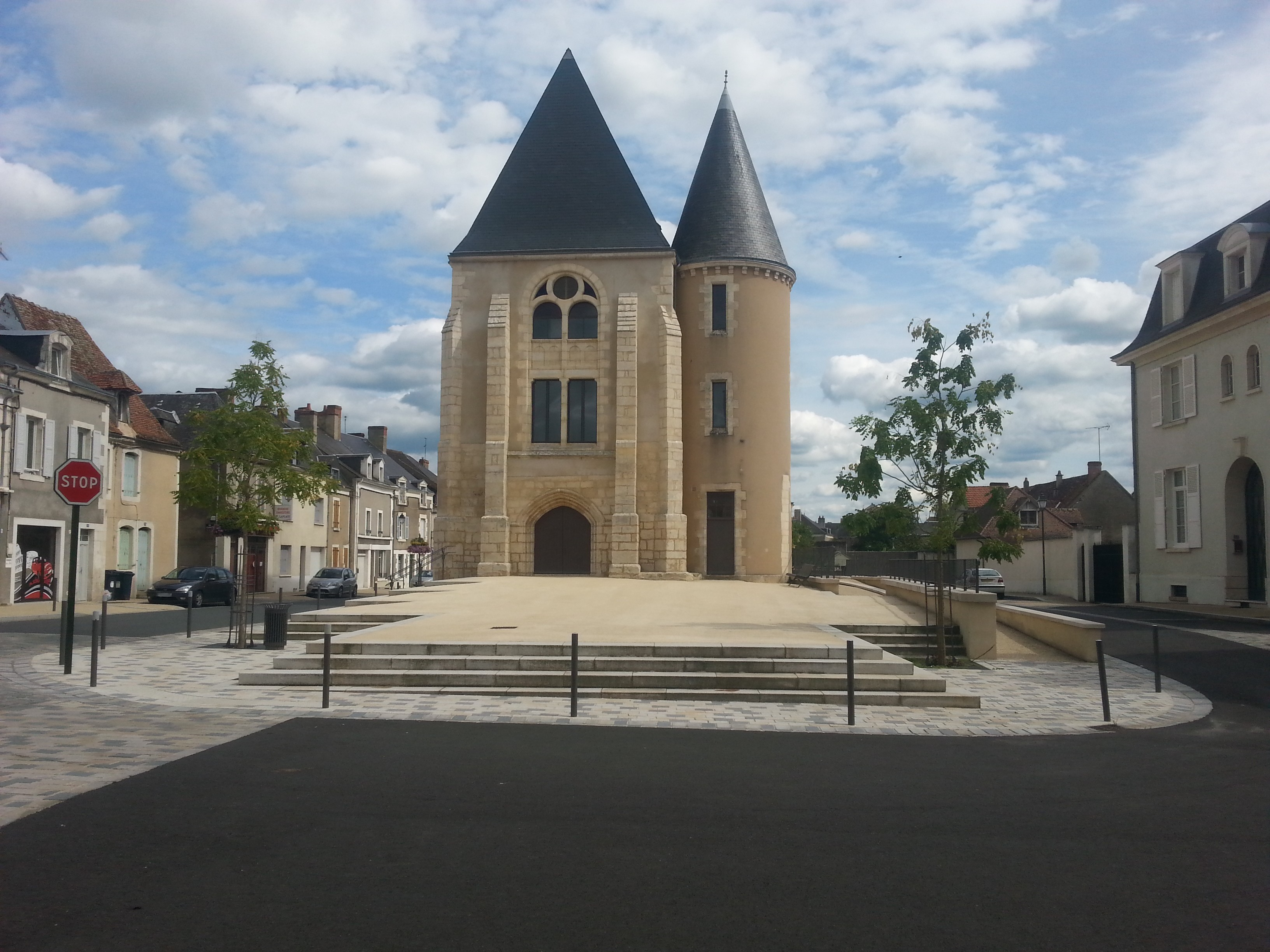
圣艾蒂安教堂
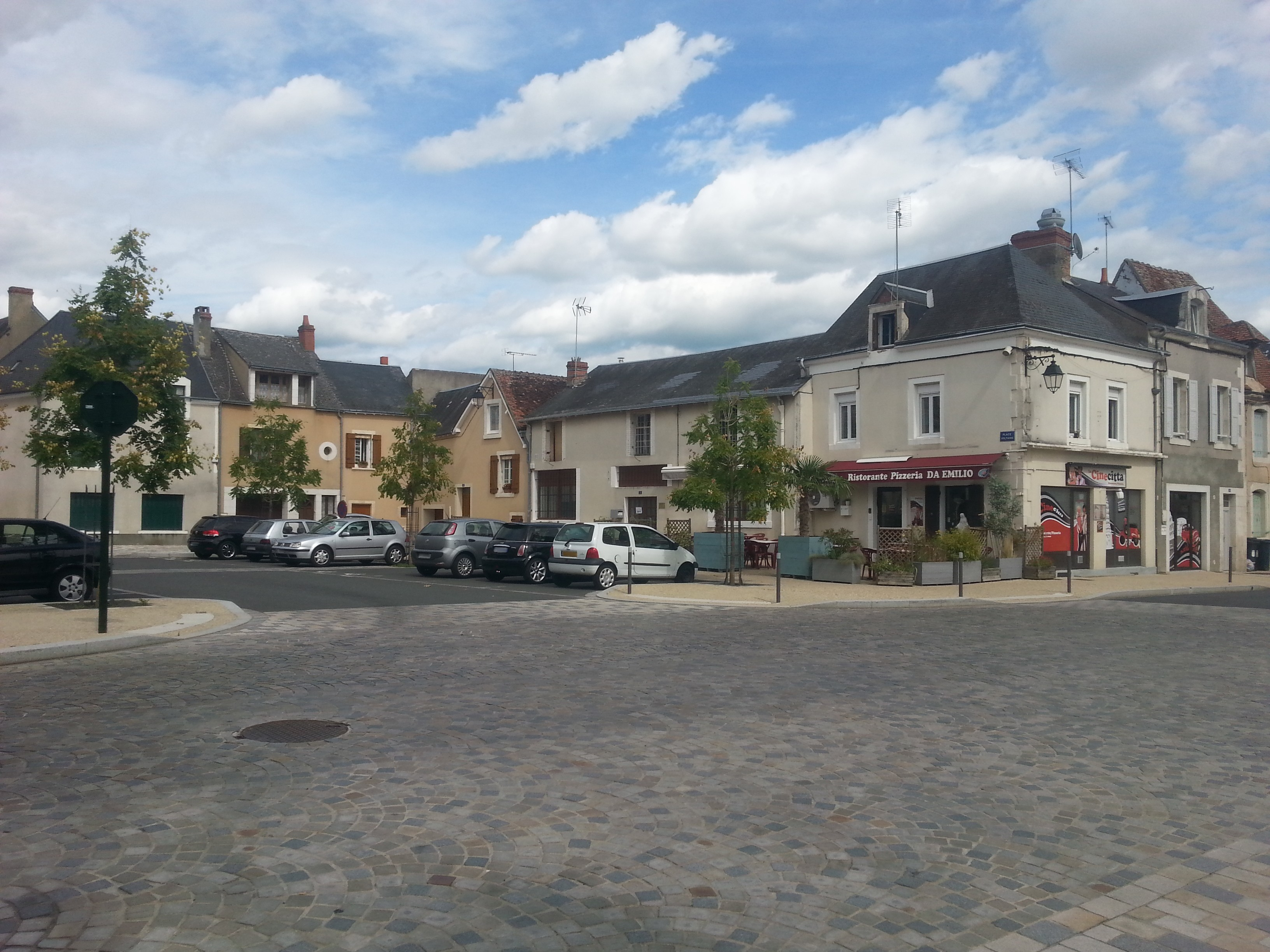
伏尔泰广场附近的民居

### 旅游
克勒兹河畔阿让通的旅游事务由其所属的公共社区负责。2020年，克勒兹河畔阿让通境内共有3家宾馆共计44间房间；另有1个露营地，可容纳共60辆露营车。

### 媒体
法国主要的媒体均可在克勒兹河畔阿让通接收，法国电视三台下属的中央-卢瓦尔河谷大区频道在部分时段播出克勒兹河畔阿让通所属区域的地方新闻。

## 友好城市
截至2020年12月，克勒兹河畔阿让通共与三座城市互为友好城市关系：
- 德国 乌尔姆
- 塞内加尔 托科马吉（法语：Tokomadji）
- 義大利 貝羅那